# Blau-Weiss

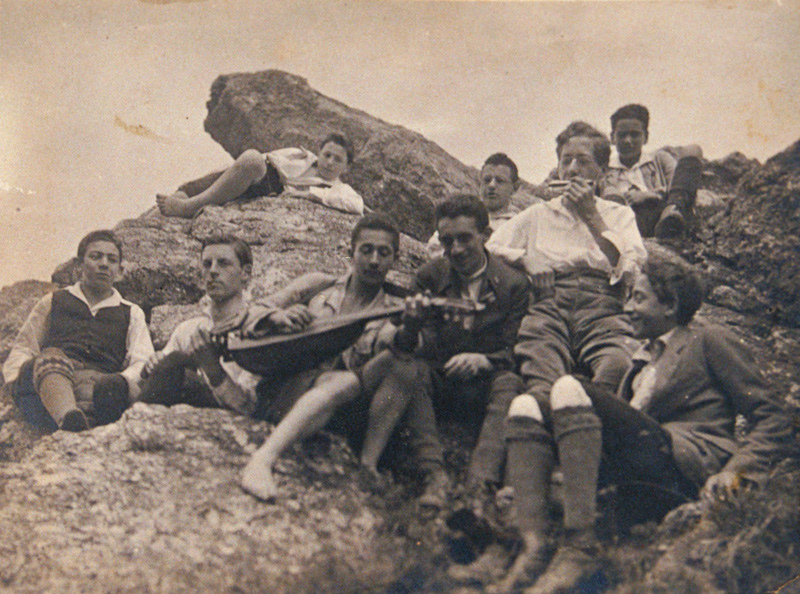
Des membres de Blau-Weiss en Autriche avant 1929.

Blau-Weiss (« bleu-blanc ») est la plus ancienne des organisations sionistes pour la jeunesse. Fondé en 1912 en Allemagne, ce mouvement a exercé une influence importante dans l'histoire du sionisme.

## Histoire
Blau-Weiss est l'un des plus anciens, voire le plus ancien mouvement de jeunesse sioniste. Il est fondé en 1912 face au refus des organisations de jeunesse allemandes d'accepter des Juifs. Sa principale caractéristique est un double attachement à la judéité et à la patrie germanique : le mouvement s'intéresse à la langue hébraïque, aux traditions juives, au folklore yiddish, tout en célébrant la nature, le corps humain et la virilité à la manière du Jugendbewegung.
Le mouvement atteint son apogée au début des années 1920, où il compte 3000 membres. Il se rallie officiellement au sionisme en 1922 et prône l'immigration juive en Palestine mandataire ainsi que l'esprit pionnier et les implantations en milieu rural, mais aussi le travail de précision et l'ingénierie. Les membres de Blau-Weiss rejoindront plus tard les kibboutzim. 
Le mouvement est dissous en 1929. À partir de cette date, les anciens membres se retrouvent au sein du groupe juif viennois de la Kadimah.
Blau-Weiss est également présent dans d'autres pays. En Tchécoslovaquie, l'organisation choisit en 1919 de s'appeler Tekhelet-Lavan (traduction littérale de son nom en hébreu) et continue d'exercer son activité au long des années 1930. Le militant sioniste tchèque Franz Kahn en est l'un des principaux dirigeants, ; il a fondé avec Willi Hoffer la section de Pilsen en 1913.